# پارچه‌آرایی
پارچه‌آرایی، که به آن نساجی تزئینی یا نساجی هنری نیز گفته می‌شود، هنری است که در آن از پارچه برای ایجاد آثار هنری، تزئینی یا کاربردی استفاده می‌شود. این هنر، قدمتی طولانی در تاریخ بشر دارد و در فرهنگ‌های مختلف، به شیوه‌های گوناگون اجرا می‌شود.

## انواع پارچه‌آرایی
پارچه‌آرایی، شامل طیف گسترده‌ای از تکنیک‌ها و روش‌ها است که از جملهٔ آن‌ها می‌توان به موارد زیر اشاره کرد:
- تکه‌دوزی (patchwork): در این روش، قطعات کوچک پارچه به هم دوخته می‌شوند تا طرح‌های بزرگ‌تر و پیچیده‌تر ایجاد شود.[۲]
- خیاطی (quilting): در این روش، لایه‌های پارچه به هم دوخته می‌شوند تا لحاف، رومیزی یا سایر وسایل تزئینی ایجاد شود.[۲]
- گلدوزی (embroidery): در این روش، با استفاده از نخ و سوزن، طرح‌های مختلف روی پارچه ایجاد می‌شود.[۲]
- چاپ پارچه (fabric printing): در این روش، طرح‌های مختلف با استفاده از رنگ‌های مخصوص روی پارچه چاپ می‌شود.[۲]
- بافت (weaving): در این روش، با در هم تنیدن نخ‌ها، پارچه ایجاد می‌شود.[۲]
- نمدبافی (felting): در این روش، با استفاده از الیاف پشم و رطوبت، نمد ایجاد می‌شود.[۲]

## کاربردهای پارچه‌آرایی
پارچه‌آرایی، کاربردهای متنوعی در زمینه‌های مختلف دارد که از جملهٔ آن‌ها می‌توان به موارد زیر اشاره کرد:
- دکوراسیون داخلی: از پارچه‌آرایی برای ایجاد تابلوهای دیواری، رومیزی، پرده و سایر وسایل تزئینی استفاده می‌شود.[۳]
- مد و لباس: از پارچه‌آرایی برای تزئین لباس‌ها، کیف‌ها، کفش‌ها و سایر لوازم جانبی استفاده می‌شود.[۳]
- صنایع دستی: پارچه‌آرایی، یکی از مهم‌ترین شاخه‌های صنایع دستی در بسیاری از کشورها است.[۳]
- هنرهای تجسمی: بسیاری از هنرمندان معاصر، از پارچه‌آرایی به عنوان یک رسانهٔ هنری برای خلق آثار تجسمی استفاده می‌کنند.[۳]

## پارچه‌آرایی در ایران
پارچه‌آرایی، در ایران، قدمتی طولانی دارد و در دوره‌های مختلف تاریخی، به شیوه‌های گوناگون اجرا می‌شده است. از جملهٔ مهم‌ترین مراکز پارچه‌آرایی در ایران، می‌توان به شهرهای اصفهان، یزد، کاشان و تبریز اشاره کرد.